# Hartjärn (naturreservat)
Hartjärn är ett naturreservat i Gagnefs kommun i Dalarnas län.
Området är naturskyddat sedan 1982 och är 3 hektar stort. Reservatet består av grovstammiga gamla tallar och granar.